# Córrego Anhanguera
O córrego Anhanguera é um curso de água da cidade de São Paulo.

## Descrição
É formado por duas nascentes, uma nascente fica no distrito da Consolação, na região da Rua da Consolação e um braço na Avenida Higienópolis na casa que foi de Veridiana Prado, de onde ele corre canalizado, pela rua General Jardim, passando ao lado da Biblioteca Monteiro Lobato na Vila Buarque, se junta à nascente maior que vem da Rua da Consolação no cruzamento da rua Doutor Cesário Motta Júnior com a rua General Jardim, segue  em diagonal cortando  pelo meio do quarteirão até a rua Amaral Gurgel no cruzamento com rua Marquês de Itu; seguindo por baixo dessa rua até o Largo do Arouche e pela rua Doutor Frederico Steidel, cruzando a Avenida São João já no distrito de Santa Cecília. Segue, então, quase em linha até a esquina da rua Conselheiro Nébias com a alameda Ribeiro da Silva, no bairro de Campos Elísios, passando por baixo da ferrovia, cruzando a rua Anhanguera e seguindo por baixo da rua Padre Luis Alves de Siqueira, já no distrito da Barra Funda. 
O córrego é aberto após o cruzamento com a avenida Doutor Abraão Ribeiro, próximo ao Fórum Criminal Barra Funda, onde se junta às águas do ribeirão Pacaembu e segue para desaguar no rio Tietê.